# كوكي ساكاموتو
كوكي ساكاموتو (باليابانية: 坂本功貴؛ بالكانا: さかもと こうき) هو لاعب جمباز فني ياباني، ولد في 21 أغسطس 1986 في أوساكا في اليابان.

## وصلات خارجية
- كوكي ساكاموتو على موقع الاتحاد الدولي للجمباز (licence) (الإنجليزية)
- كوكي ساكاموتو على موقع الاتحاد الدولي للجمباز (biography) (الإنجليزية)
- كوكي ساكاموتو على موقع اللجنة الأولمبية الدولية (الإنجليزية)
- كوكي ساكاموتو على موقع أوليمبيديا (الإنجليزية)